# Писменост
Писменост се традиционално сматрала способношћу читања, писања, и употребе аритметике. Значење модерног термина је било проширено да обухвати способност употребе језика, бројева, слика, рачунара, и других основних средстава за разумевање, комуникацију, стицање корисног знања и употребу доминантних система симбола дате културе. Концепт писмености је проширен у OECD земљама да обухвати вештине за приступ знању помоћу технологије и способност разумевања сложених контекста. Особа која путује и борави у иностранству али није у стању да чита или пише на језику земље домаћина, са становишта локалног становништва се може сматрати неписменом.
Кључ писмености је развој читања, прогресије вештина које почињу са способношћу разумевања изговорених речи и декодирања писаних речи, и која кулминира у дубоком разумевању текста. Развој читања обухвата опсег комплекснијих језичких подлога којима су обухваћене познавања говорних звукова (фонологија), правописних образаца (ортографија), значења речи (семантика), граматика (синтакса) и обрасци формирања речи (морфологија), сви од којих пружају неопходну платформу за течност читања и разумевање. Значајан део стицања писмености се одвија од рођења до треће године. Ако се овај оквир пропусти, писменост је знатно теже остварити касније.
Када су ове вештине стечене, читалац може да оствари потпуну језичку писменост, чиме су обухваћене способности њене примене на критичну анализу штампаних материјала, закључивање и синтезу; прецизно и кохерентно писање; и коришћење информација и увида из текста као основе за доношење информисаних одлука и креативно размишљање. Неспособност остваривања тога назива се неписменост или аналфабетизам.
Организација Уједињених нација за образовање, науку и културу (UNESCO) дефинише писменост као „способност идентификације, разумевања, тумачења, креирања, комуникације и израчунавања, користећи штампане и писане материјале повезане са различитим контекстима. Писменост подразумева континуитет учења у омогућавању појединцима да постигну своје циљеве, развију своје знање и потенцијале и да у потпуности учествују у својој заједници и ширем друштву”.
Око 82% светског становништва је писмено

## Неписменост
Неписменост или аналфабетизам је непознавање писма, неупућеност у вештину читања и писања. Критеријуми по којима се нека особа сврстава у неписмено становништво се разликују од државе до државе. Негде се сматра да је особа неписмена ако не зна да чита или пише, а док је на другим местима критеријум да не зна да чита, нити да пише. У неким државама, као што су Јапан, Хонгконг и Гвајана, особа се сматра неписменом ако не поседује основно образовање. УНЕСКО својом резолуцијом из 1958. године препоручује да се неписменима називају људи који не знају да прочитају или напишу једноставан текст у вези са свакодневним животом. Највише је неписмених у Азији, а најнеписменије је становништво Африке, јер поједине државе имају веома високу стопу неписмености.
Око 20% светског становништва је неписмено.

## Историја

### Преисторијска писменост

#### Порекло писмености
Сматра се да се писменост првобитно појавила са развојем рачунања и рачунских уређаја још у периоду пре 8.000. п. н. е. Писма су независно развијена најмање четири пута у људској историји у Месопотамији, Египту, Индији, Подунављу, низијама Мезоамерике, и Кини.
Најраније форме писане комуникације воде порекло из Сумера, лоцираног у јужној Месопотамији из периода око 3500-3000. п. н. е. Током ове ере, писменост је била „углавном функционална ствар, подстакнута потребом руковања новим количинама информација и новим типом управљања створеним трговином и производњом великих размера.” Систем писања се првобитно појавио у Месопотамији у виду система вођења евиденције у коме су људи користили утиснуте ознаке за управљање трговином и пољопривредном производњом. Овај систем симбола је служио као прекурзор раном клинастом писму кад су људи једном почели да користе записе на глиненим плочицама. Текстови у протоклинастом писму су садржали не само нумеричке знаке, већи исто тако идеограме којима су приказивани бројени објекти.
Египатски хијероглифи су се појавили око 3300-3100. п. н. е. и приказују краљевску иконографију која наглашава моћ међу другим елитама. Египатски хијероглифски систем писања је био први нотациони систем који је имао фонетске вредности.
Писање у низијама Мезоамерике је први пут ушло у праксу у оквиру Олмечке и Запотечке цивилизације током периода 900-400. п. н. е. Ове цивилизације су користиле глифно писање и нумеричке нотационе системе „црте и тачке” за намене везане за краљевску иконографију и календарске системе.
Најраније писане нотације у Кини датирају уназад до династије Шанг око 1200. п. н. е. Ове систематске нотације су нађене урезане на костима и жртвеним предметима, поклонима и уловљеним животињама. Ове активности су биле усредсређене на елиту. Такви записи су били рани преци модерног кинеског писма и садржали су логограмско писмо и бројеве.
Ови примери указују на то да су рани кораци писмености били блиско повезани са моћи и углавном су се користили у управљачкој пракси, и вероватно је мање од 1% популације било писмено, јер је писменост била ограничена на врло малу владајућу елиту.

#### Порекло алфабета
Према друштвеном антропологу Џеку Гудију, постоје су две интерпретације порекла писма. Многи класични научници, као што је историчар Игнас Гелб, сматрају да су стари Грци креирали први алфабетски систем (око 750. п. н. е.) који је користио засебне симболе за сугласнике и самогласнике. Међутим Гуди се не слаже с тим гледиштем, и по њему „Важност грчке културе за накнадну историку западне Европе је довеле до прекомерног наглашавања, од стране класичара и других, додавања специфичних самогласничких знакова на скуп сугласничких знакова који су били раније развијени у западној Азији”.
Стога, многи научници сматрају да су древни народи семитског порекла северног Ханана (данашње Сирије) изумели консонантно писмо још пре 1500. п. н. е. Знатан део ове теорије развоја се приписује енглеском археологу Флиндерсу Питри, који је 1905. године наишао на серију Хананских записа лоцираних у тиркизним рудницима Сарабит ал-Хадима. Десет година касније, енглески египтолог Алан Гардинер је изнео становиште да та слова садрже алфабет, као и референце на Хананску богињу Ашеру. Године 1948, Вилијам Олбрајт је декодирао текст користећи додатну евиденцију која је откривена након Гудијевих налаза. Тиме је обухваћена серија инскрипција из Угарита, које је открио француски археолог Клод Шефер 1929. године. Неке од инскрипција су биле митолошки текстови (написани у раном Хананском дијалекту) који се састојао од 32-словног клинастог консонантног алфабета.
Још једно значајно откриће је направљено 1953. године кад су откривена три врха стрела, сваки од којих је имао идентичне хананске инскрипције из 12. века п. н. е. Према Франку Муру Кросу, те инскрипције су се састојале од алфабетских знакова који су потицали из прелазног развоја из пиктографског писма у линеарни алфабет. Штавише, он наглашава, „Ови натписи су такође пружили трагове за проширење дешифровања ранијих и каснијих алфабетских текстова”.
Консонантни систем Хананског језика је инспирисао развој алфабета наредних језика. Током касног бронзаног доба, појавили су се наследнички алфабети широм Медитеранског региона и били су подразвијени у оквиру три језика: феничанског, хебрејског и арамејског.
Према Гудију, могуће је да су ова клинаста писма утицала на развој грчког алфабета неколико векова касније. Историјски, Грци су тврдили да је њихов језик моделован по феничанском. Међутим, многи семитски научници у данашње време сматрају да је старогрчки језик конзистентнији са раном формом хананског која је кориштена око 1100. п. н. е. Док најраније грчке инскрипције датирају и 8. века п. н. е, епиграфска поређења са протохананским сугеришу да је могуће да су Грци адаптирали писмо тог језика још у периоду око 1100 п. н. е, и касније „додали пет карактера који представљају самогласнике”.
Феничанско писмо, које се сматра да садржи први „линеарни алфабет”, брзо се проширило по Медитеранским лучким градовима у северном Ханану. Неки археолози сматрају да је феничанско писмо имало известан утицај на развој хебрејског и арамајског писма на бази чињенице да су ти језици еволуирали током истог временског периода, да имају слична својства, и да се често категоришу у исту језичку групу.
Кад су Израелити мигрирали у Ханан између 1200 и 1001 п. н. е, они су исто тако адаптирали варијацију хананског алфабета. Варух, Јеремијин писар је користио тај алфабет да креира касније записе Старог завета. Рани хебрејски алфабет је био проминентан у Медитеранском региону док нововавилонски владари нису протерали Јевреје у Вавилон у 6. веку п. н. е. Затим се појавио нови језик („четвртасти хебрејски”) и стари језик је брзо изумро.
Арамејско писмо се исто тако појавило у пориоду између 1200 и 1001. п. н. е. Са колапсом бронзаног доба, Арамејци су се преселили у хананске и феничанске територије и адаптирали њихова писма. Мада је рана евиденција о овом писму сиромашна, археолози су открили широки опсег каснијих арамејских текстова, написаних у 7. веку п. н. е. Због своје дуговечности и преваленције у региону, арамејски владари су користили то писмо као „дипломатски језик”. Модерни арамејски алфабет се брзо проширио источно до Набатејског царства, затим до Синајског и Арабијског полуострва, као и до Африке. Арамејски трговци су преносили старије варијације језика све до Индије, где је касније тај језик извршио утицај на развој брахманског писма. Он је исто тако довео до развоја арапског, пахлавског (једна иранска адаптација), „као и опсега писама који су користила рана турска и монголска племена у Сибиру, Монголији и Туркестану”. Писменост овог периода је тако ширила трговачка класа и претпоставља се да је нарасла, тако да је обухватала око 15-20% укупне популације.
Арамејски језик је изумро са ширењем ислама, а тиме и његов утицај на арапски језик.

### Древна и посткласична писменост
Донедавно се сматрало да је већина људи била неписмена у античком добу. Међутим, недавни радови не подржавају такво гледиште. Антони Ди Рензо тврди да је римско друштво било „цивилизација базирана на књизи и регистру", и да „нико, било слободан или роб, није могао да приушти да буде неписмен”. Слично томе Дупонт напомиње, „Писана реч била је свуда око њих, како у јавном тако и у приватном животу: закони, календари, прописи у светилиштима и погребни епитафи били су угравирани у камену или бронзи. Република је сакупила огромне архиве извештаја о сваком аспекту јавног живота".
Кад се Западно римско царство распало, писменост је постала препознатљив знак елите, и вештине комуникације су биле политички важне. Ипак, у предмодерним временима мало је вероватно да је писменост била заступљена код више од око 30-40% популације.
У касном четвртом веку пустињски отац Пахомије је очекивао писменост од кандидата за пријем у његове манастире:
они ће му дати двадесет псалама или две посланице апостола или неки други део писма. А ако је неписмен, он треба да иде на прво, треће и шесто вријеме код некога ко га може подучавати и ко је био постављен за њега. Он треба да стоји пред њим и да научи веома студиозно и са свом захвалношћу. Темељи слога, глагола и именица требају сви да буду написани за њега, па чак и ако он не жели, он ће бити приморан да чита.

## Савремена писменост

### Ширење писмености од средине двадесетог века
Подаци о писмености које је објавио UNESCO показују да је од 1950, степен писмености одраслих на светском нивоу растао у просеку за 5 процената сваке декаде, од 55,7 процената 1950 до 86,2 процената 2015. године. Међутим, током четири декаде, раст популације је био тако брз да је број неписмених особа заправо растао, те да је полазећи од 700 милиона 1950, достигао ниво од 878 милиона 1990. године. Од тада, број је значајно опао до 745 милиона 2015. године, мада је и даље виши него 1950 упркос деценија универзалних образовних политика, интервенција писмености и ширења штампаног материјала и информација, и комуникационе технологије. Међутим, ови трендови нису били униформни широм света.

### Регионални диспаритети
Међудржавна поређења стопа писмености су несавршена, с обзиром да различите земље дефинишу писменост на различите начине. Међутим, доступни глобални подаци индицирају знатне варијације у нивоима писмености између региона света. Северна Америка, Европа, и Централна Азија су остварили скоро потпуну писменост одраслих особа (индивидуа са или преко 15 година) за мушкарце и жене. Већина земаља у источној Азији и Пацифику, као и у Латинској Америци и Карибима, су изнад нивоа од 90% писмености за одрасле. Неписменост је у већој мери перзистентна у другим регионима: 2013 подаци УНЕСКO института за статистику (UIS) индицирају да је ниво писмености одраслих само 78,12% у арапским државама, 67,55% у јужној и западној Азији, и 59,76% у подсахарској Африци.
У већем делу света високе стопе писмености младих сугеришу да ће неписменост постати све мање и мање заступљена, како млађе генерације са вишим степеном образовања замењују старије. Међутим, у подсахарској Африци и јужној и западној Азији, где велика већина неписмених у свету живи, ниске стопе уписа у школе подразумевају да ће се неписменост задржати у знатној мери. Према подацима UIS из 2013, ниво писмености младих (особа узраста 15 до 24) је 84,03% у јужној и западној Азији, и 70,06% у подсахарској Африци.
Имајући то на виду, уочљиво је да се писменост у последњих двадесет пет година брзо ширила на неколико региона (види слику).